# Polte (Bootstyp)
Als Polte, auch Pult, wurden kleinere, auf der Insel Rügen bekannte, einfache Knickspantboote bezeichnet. Neben ihnen gab es größere besegelte Polten in der Boddenfischerei.

## Geschichte
Polten wurden als reine Arbeits- und Fischereiboote oder -kähne genutzt. Sie hatten unterschiedliche Längen, meist zwischen drei und sechs Meter. Im Schiffriedhof Seedorf wurde eine 13 Meter lange Polt vermessen. Die Rekonstruktion zeigt die Polt mit später angebauten Kiel. Prinzipiell gibt es kleine Blockpolten deren Steven aus einem großen Holzblock gearbeitet war und die zwischen 3 und 6 Meter lang waren. Davon zu unterscheiden sind die Segelpolten. Tuck- und Taglerpolten, die für Zweitagesreisen ausgelegt waren und im Bodden fischten. Die Mittleren Polten waren 7 bis 9 Meter lang, die großen Polten 10 bis 14 Meter lang. Daneben gab es noch sogenannte „Garnpolten“, die die großen Netze („Garn“ genannt) transportierten als Arbeitsboote. Puck. bzw. Taglerpolten fischten in Partien (Paaren) und legten ihr Tagler- oder Tucknetz in einem großen Kreis aus.
Es gab Segelpolten sowohl als Boote auf Kiel, als auch als Kähne auf Bodenplanke gebaut. Vor der Motorisierung führten die Polten Mittel- oder Seitenschwerter. Die Boote hatte einen flachen Boden, keinen Sprung und wurde mit einem leicht nach achtern geneigten Spiegelheck gebaut. Selten hatten sie ein Spitzgatt. Die Boote wurden gerudert, gewriggt und auch in entsprechend flachen Gewässern gestakt. Sie verfügten über einen trockenen Laderaum und waren nicht so lange unterwegs wie die größeren Schiffe. Die bei Sohn und Olszak dokumentierte Taglerpolt besaß einen durchfluteten Fischraum, die Bünn (regional „Deeken“ genannt).